# Sent Antòni (Òlt i Garona)
Sant Antòni de Ficalba (en francès Saint-Antoine-de-Ficalba) és un municipi francès situat al departament d'Òlt i Garona i a la regió de la Nova Aquitània.

## Demografia
| 1962                                       | 1968 | 1975 | 1982 | 1990 | 1999 | 2007 |
| ------------------------------------------ | ---- | ---- | ---- | ---- | ---- | ---- |
| 364                                        | 400  | 411  | 527  | 534  | 557  | 629  |
| Des de 1962: població sense dobles comptes |      |      |      |      |      |      |

## Administració
| Període   | Identitat      | Partit |
| --------- | -------------- | ------ |
| 1968-1977 | Hébrard Dupin  |        |
| 1977-1989 | Jean Imbert    |        |
| 1989-2008 | Alain Gardesse |        |
| 2001-     | Jean Lagarde   |        |